# Росси, Марко (футболист, 1978)
Ма́рко Ро́сси (итал. Marco Rossi; 1 апреля 1978, Серавецца, провинция Лукка) — итальянский футболист, полузащитник.

## Карьера
Марко Росси — воспитанник клуба «Луккезе». С 1995 года он выступал за основной состав команды, игравшей в серии В. В 1998 году Росси перешёл в «Салернитану», в составе которой дебютировал в серии А. В 2000 году Росси стал игроком «Фиорентины», за которую провёл 2 сезона. В январе 2002 года Росси попросил расторгнуть контракт с «Фиорентиной» и перешёл в «Комо», что вызвало гнев тиффози «фиалок».
Летом 2003 года Росси был арендован «Дженоа», проведя 38 матчей и 6 голов за сезон. После этого он вернулся в состав «Комо», но был выкуплен «Дженоа» в октябре того же года. Клуб, с ним в составе, смог выйти в серию А, однако из-за коррупционного скандала был отправлен в серию С1. В 2007 году Росси стал капитаном команды, и с ним в составе «Дженоа» завоевала право играть в серии А. При этом Росси стал игроком, которого использовали на наиболее проблемных участках середины поля, он поиграл на обоих флангах полузащиты, а также опорным хавблеком и даже на позиции «под нападающими».

## Достижения
- Чемпион Европы среди молодёжных команд: 2000
- Обладатель Кубка Италии: 2000/01